# دايتون (واشنطن)
دايتون (بالإنجليزية: Dayton, Washington)‏ هي مدينة تقع في الولايات المتحدة في مقاطعة كولومبيا، واشنطن. يقدر عدد سكانها بـ 2,526 نسمة ومساحتها 3.70 كم2 وترتفع عن سطح البحر 506 متر.

## التركيبة السكانية
قام مكتب تعداد الولايات المتحدة بتحديد بيانات التركيبة السكانية لدايتون في تعداد الولايات المتحدة. في ما يلي، التركيبة السكانية حسب تعدادي 2000 و2010.

### تعداد عام 2000
بلغ عدد سكان دايتون 2,655 نسمة بحسب تعداد عام 2000، وبلغ عدد الأسر 1,081 أسرة وعدد العائلات 695 عائلة مقيمة في المدينة. في حين سجلت الكثافة السكانية 1,803.0 نسمة لكل ميل مربع (696.1/كم2). وبلغ عدد الوحدات السكنية 1,181 وحدة بمتوسط كثافة قدره 802.0 نسمة لكل ميل مربع (309.7/كم2).
وتوزع التركيب العرقي للمدينة بنسبة 92.58% من البيض و 1.05% من الأمريكيين الأصليين و 0.49% من الأمريكيين ذوي الأصول الآسيوية و 0.04% من سكان جزر المحيط الهادئ و 0.30% من الأمريكيين الأفارقة و 2.00% من عرقين مختلطين أو أكثر.
بلغ عدد الأسر 1,081 أسرة كانت نسبة 30.6% منها لديها أطفال تحت سن الثامنة عشر تعيش معهم، وبلغت نسبة الأزواج القاطنين مع بعضهم البعض 51.4% من أصل المجموع الكلي للأسر، ونسبة 9.5% من الأسر كان لديها معيلات من الإناث دون وجود شريك، وكانت نسبة 35.7% من غير العائلات. تألفت نسبة 31.9% من أصل جميع الأسر من أفراد ونسبة 15.4% كانوا يعيش معهم شخص وحيد يبلغ من العمر 65 عاماً فما فوق. وبلغ متوسط حجم الأسرة المعيشية 3.02، أما متوسط حجم العائلات فبلغ 2.39.
بلغ العمر الوسطي للسكان 40 عاماً. وكانت نسبة 25.8% من القاطنين تحت سن الثامنة عشر، وكانت نسبة 7.8% بين الثامنة عشر والأربعة وعشرون عاماً، ونسبة 23.1% كانت واقعةً في الفئة العمرية ما بين الخامسة والعشرون حتى والأربعة وأربعون عاماً، ونسبة 24.5% كانت ما بين الخامسة والأربعون حتى الرابعة والستون، ونسبة 18.9% كانت ضمن فئة الخامسة والستون عاماً فما فوق. يوجد لكل 100 أنثى 91.6 ذكر، ويوجد لكل 100 أنثى في الثامنة عشر من عمرها فما فوق 90.1 ذكر.
بلغ متوسط دخل الأسرة في المدينة 31,409 دولار، أما متوسط دخل العائلة فبلغ 40,714 دولار. وكان متوسط دخل الذكور 31,395 دولار مقابل 21,339 دولار للإناث. وسجل دخل الفرد الخاص بالمدينة 15,925 دولار. وكانت نسبة 10.3% من العائلات ونسبة 13.3% من السكان تحت خط الفقر، وكان من هؤلاء نسبة 17.0% تحت سن الثامنة عشر ونسبة 9.6% في الخامسة والستين من العمر وما فوق.

### تعداد عام 2010
بلغ عدد سكان دايتون 2,526 نسمة بحسب تعداد عام 2010، وبلغ عدد الأسر 1,082 أسرة وعدد العائلات 670 عائلة مقيمة في المدينة. في حين سجلت الكثافة السكانية 1,766.4 نسمة لكل ميل مربع (682.0/كم2). وبلغ عدد الوحدات السكنية 1,200 وحدة بمتوسط كثافة قدره 839.2 لكل ميل مربع (324.0/كم2).
وتوزع التركيب العرقي للمدينة بنسبة 91.6% من البيض و 1.9% من الأمريكيين الأصليين و 0.6% من الأمريكيين ذوي الأصول الآسيوية و 0.6% من سكان جزر المحيط الهادئ و 0.4% من الأمريكيين الأفارقة و 3.2% من عرقين مختلطين أو أكثر.
بلغ عدد الأسر 1,082 أسرة كانت نسبة 25.7% منها لديها أطفال تحت سن الثامنة عشر تعيش معهم، وبلغت نسبة الأزواج القاطنين مع بعضهم البعض 47.0% من أصل المجموع الكلي للأسر، ونسبة 10.8% من الأسر كان لديها معيلات من الإناث دون وجود شريك، بينما كانت نسبة 4.2% من الأسر لديها معيلون من الذكور دون وجود شريكة وكانت نسبة 38.1% من غير العائلات. تألفت نسبة 33.1% من أصل جميع الأسر من أفراد ونسبة 15.8% كانوا يعيش معهم شخص وحيد يبلغ من العمر 65 عاماً فما فوق. وبلغ متوسط حجم الأسرة المعيشية 2.85، أما متوسط حجم العائلات فبلغ 2.27.
بلغ العمر الوسطي للسكان 46.3 عاماً. وكانت نسبة 21.6% من القاطنين تحت سن الثامنة عشر، وكانت نسبة 6.2% بين الثامنة عشر والأربعة وعشرون عاماً، ونسبة 20.1% كانت واقعةً في الفئة العمرية ما بين الخامسة والعشرون حتى والأربعة وأربعون عاماً، ونسبة 30% كانت ما بين الخامسة والأربعون حتى الرابعة والستون، ونسبة 22.2% كانت ضمن فئة الخامسة والستون عاماً فما فوق. وتوزع التركيب الجنسي للسكان بنسبة 49.0% ذكور و51.0% إناث.